# Chémery-les-Deux
Chémery-les-Deux är en kommun i departementet Moselle i regionen Grand Est (tidigare regionen Lorraine) i nordöstra Frankrike. Kommunen ligger i kantonen Bouzonville som tillhör arrondissementet Boulay-Moselle. År 2022 hade Chémery-les-Deux 592 invånare.

## Befolkningsutveckling
Antalet invånare i kommunen Chémery-les-Deux
| Referens: INSEE |